# Ludwig Bachmann (Philologe)
Gottlob Ludwig Ernst Bachmann (* 1. Januar 1792 in Leipzig; † 15. April 1881 in Rostock) war ein deutscher klassischer Philologe, der als Direktor der Großen Stadtschule (1832–1865) und Professor an der Universität Rostock (1833–1881) wirkte.

## Leben
Ludwig Bachmann, der Sohn eines Kaufmanns und Rittergutbesitzers, studierte von 1812 bis 1817 in Leipzig Philologie und trat dort in den Kreis des berühmten Textkritikers Gottfried Hermann. Nach dem Examen arbeitete er ein halbes Jahr als Collaborator in Halle und verließ dann im Herbst 1817 seine Heimat, um als Gymnasiallehrer (später Gymnasialprofessor) und Prinzenerzieher in Wertheim zu arbeiten. Als sein Zögling, der Erbprinz von Löwenstein, 1825 die Universität bezog, legte Bachmann seine Stellen nieder und begab sich auf eine mehrjährige Forschungsreise. In den Bibliotheken von Rom, Neapel, Wien und Paris untersuchte er verschiedene Handschriften antiker Autoren. Bereits 1827 erschien von ihm ein Werk mit dem Titel Die aegyptischen Papyrus der Vaticanischen Bibliothek, eine Übersetzung von Angelo Mais kurz zuvor erschienenem Catalogo de’ papiri egiziani della Biblioteca vaticana (Rom 1825).
Nach drei Jahren kehrte Bachmann nach Deutschland zurück, um sich in Leipzig der Auswertung seiner Entdeckungen und seinem beruflichen Fortkommen zu widmen. 1828 und 1829 erschienen seine Anecdota graeca e codicibus manuscriptis bibliothecae regiae Parisinae descriptis in zwei Bänden. Aufgrund dieser Arbeiten wurde er am 12. Januar 1829 zum Dr. phil. promoviert. Seine kritische Neuausgabe der Alexandra des Lykophron aus Chalkis (Lycophronis Alexandra, Leipzig 1830) brachte Bachmann den Ruf zum Direktor der Großen Stadtschule zu Rostock ein, dem er im Herbst 1832 folgte. Ein Jahr später wurde er zum nebenamtlichen ordentlichen Professor der antiken Literatur an der Universität Rostock ernannt. In diesem Amt las er über Archäologie, Mythologie und antike Geografie. Seine angekündigten Vorlesungen über griechische und lateinische Autoren konnte er oft nicht abhalten, teils wegen seiner Belastung als Schulleiter, teils wegen der geringen Zahl der Philologiestudenten in Rostock. Schließlich trat er 1865 aus Altersgründen von der Direktion der Stadtschule zurück, hielt aber noch bis ins hohe Alter Vorlesungen an der Universität. Sein Nachfolger an der Stadtschule wurde Karl Ernst Hermann Krause.
In Rostock setzte Bachmann seine wissenschaftliche Tätigkeit trotz der doppelten Ämterbelastung ununterbrochen fort. Er veröffentlichte kritische Ausgaben und Abhandlungen zu Kallimachos, Meletius von Antiochien, Manuel Moschopulos, Homer (Ilias) und Theodor II. Laskaris. Bachmann war einer der wenigen Philologen seiner Zeit, die sich mit der gesamten griechischen Literatur von den Anfängen bis zur spätbyzantinischen Zeit beschäftigte. Er war Mitglied der Rostocker Freimaurerloge "Zum Tempel der Wahrheit".